# عقاب حقيقية
العقبان الحقيقية أو جنس العقبان هو أحد أجناس الجوارح الذي يضم العقبان النمطية عند أغلب العلماء، وعند البعض الآخر فهو يجمع تلك الأخيرة مع عقبان البحر والسُقاوات، وغيرها من البازيات الضخمة ثقيلة الوزن، على الرغم من أن أحدث الأدلّة تفيد بأنها غير متميزة عن باقي البازيّات النحيلة الأصغر حجمًا كما كان يُعتقد. لا تُعد العقبان مجموعة مستقلة بذاتها من الجوارح، فهي تضم أي جارح ضخم بما فيه الكفاية ليقدر على الإطاحة بطريدة فقارية متوسطة الحجم (يصل طولها الأدنى إلى 50 سنتيمتر على الأقل).

## الأنواع

### الأنواع الباقية
يضم جنس العقبان الحقيقية 11 نوعا وهم كالتالي:
| الاسم الشائع         | الاسم العلمي                       | حالة الحفظ حسب IUCN | حالة الحفظ حسب IUCN | حالة الحفظ حسب IUCN            | الانتشار | الصورة |
| الاسم الشائع         | الاسم العلمي                       | حالة الحفظ          | حالة الجمهرات       | عدد الأفراد البالغين في البرية | الانتشار | الصورة |
| -------------------- | ---------------------------------- | ------------------- | ------------------- | ------------------------------ | -------- | ------ |
| عقاب بونللي          | Aquila fasciata (بيير فيو, 1822)   | غم                  | ▼                   | 20,000 - 49,999                |          |        |
| عقاب كاسين           | Aquila africana (كاسين, 1865)      | غم                  | ▼                   | 670 - 6,700                    |          |        |
| عقاب بازية إفريقية   | Aquila spilogaster (بونابرت, 1850) | غم                  | ▼                   |                                |          |        |
| العقاب الذهبية       | Aquila chrysaetos (لينيوس, 1758)   | غم                  |                     | 100,000 - 200,000              |          |        |
| ملكة العقبان الشرقية | Aquila heliaca سافيني, 1809        | خد                  | ▼                   | 2,500 - 9,999                  |          |        |
| ملك العقبان الإسباني | Aquila adalberti لودفيغ بريم, 1861 | خد                  | ▲                   | 970                            |          |        |
| عقاب السهوب          | Aquila nipalensis (هودجسون, 1833)  | خم                  | ▼                   | 50,000 - 75,000                |          |        |
| العقاب السمراء       | Aquila rapax (تمينك, 1828)         | خد                  | ▼                   | 100,000 - 499,999              |          |        |
| العقاب الخدارية      | Aquila verreauxii ليسن, 1830       | غم                  |                     |                                |          |        |
| عقاب غروناي          | Aquila gurneyi غراي, 1860          | قخ                  | ▼                   |                                |          |        |
| العقاب إسفينية الذيل | Aquila audax (لاثام, 1801)         | غم                  | ▲                   |                                |          |        |

### الأنواع المنقرضة
صنّف العلماء عدّة أنواع من العقبان التي عُثر عليها في سجل المستحاثات على أنها تنتمي لجنس العقبان الحقيقية. ومؤخرًا تم نقل العديد منها إلى أجناس أخرى بعد أن بينت الدراسات الحديثة قربها من تلك الأجناس بشكل أكبر، غير أن قسمًا منها ما زال يبدو أنه مُصنّف تصنيفًا صحيحًا، ومن هذه الأنواع:
- عقاب بولكوك، Aquila bullockensis (أواسط العصر الميوسيني، رافد بولكوك، أستراليا)[16]
- ؟Aquila delphinensis (أواسط/أواخر العصر الميوسيني في منطقة قالوع القديس ألبان، فرنسا)
- ؟ Aquila pennatoides (أواسط/أواخر العصر الميوسيني في منطقة قالوع القديس ألبان، فرنسا)
- Aquila sp. (أواخر العصر الميوسيني - أواخر العصر الحديث القريب في أوروبا الجنوبية)[17]
- Aquila sp. (أوائل العصر الحديث القريب في فلوريدا)
- Aquila bivia (أواخر العصر الحديث القريب في جنوب الولايات المتحدة)
- Aquila sp. (أواسط العصر الحديث القريب في كاستيغليون، كورسيكا)[18]
- ؟ العقاب الأحفورية، Aquila fossilis (أواسط/أواخر العصر الحديث الأقرب في الجبل الملكي، سردينيا)
- ؟ Aquila sp. (أواخر الدهر الربعي من العصر الحديث، مدغشقر)[19]